# Lokomotiv Baku
Lokomotiv Baku je azerbajdžanski ženski odbojkarski klub.  Klub je bil ustanovljen leta 1998 in uspešno tekmuje v najvišjem rangu odbojkarskega tekmovanja v Azerbajdžanu. C sezoni 2002/2003 so državne prvakinje, klub pa je že več desetletij na vrhu državne lige. Včlanile so se v tekmovanje CEV, kjer se uvrščajo v tekmovanja Challenge cup. Tu so nastopili dvakrat v finalu tekmovanja in bili tudi zmagovalci tekmovanja. Po osvojitvi evropske lovorike je klub vidno nazadoval.